# Tournesol–1
Tournesol–1 (D2–A) francia tudományos műhold.

## Küldetés
A világűr vizsgálata oxigén- és hidrogénatomok jelenlétének kutatására.

## Jellemzői
Gyártotta a SEREB (Société pour l'étude et la réalisation d'engins balistiques) és a Matra, üzemeltette a Francia Űrügynökség (CNES).
Megnevezései: Tournesol–1; Diamond (D2–A); COSPAR: 1971-030A; Kódszáma: 5128.
1971. április 15-én a Guyana Űrközpontból egy Diamant–B hordozórakéta juttatta magas Föld körüli pályára (HEO = High-Earth Orbit). Az orbitális egység pályája 101 perces, 46,4 fokos hajlásszögű, elliptikus pálya perigeuma 456 kilométer, az apogeuma 702 kilométer volt.
Egy tengelyesen a Nap irányában forgással stabilizált űreszköz. Henger alakú, magassága 70, átmérője 80 centiméter. Tömege 96 kilogramm. A mért adatokat rögzítette, majd a vevőállomásokra továbbította.
Műszerei:
1. spektrofotométer a jelen lévő oxigén- és hidrogénatomok mérésére
2. Lyman-alfa fotométer az Állatövi fény vizsgálatára

1980. január 28-án 3210 nap (8,79 év) után belépett a légkörbe és megsemmisült.

## Külső hivatkozások
- Tournesol. lib.cas.cz. [2013. október 13-i dátummal az eredetiből archiválva]. (Hozzáférés: 2014. február 7.)
- Tournesol. nasa.gov. (Hozzáférés: 2014. február 7.)